# María Argelia Vizcaíno
María Argelia Vizcaíno là một nhà văn tự do Cuba với các bài báo và báo cáo đã được xuất bản bằng nhiều ngôn ngữ. Cùng với việc xuất bản các cuốn sách "Guanabacoa la Bella" và "Son y sazón" (Con trai và hương vị) (Cuba), các tác phẩm của cô chủ yếu là nghiên cứu và đề cập đến các vấn đề văn hóa. Họ được các chuyên gia khuyên dùng, nhờ sự nghiêm túc của họ. Cô cũng là một nhà sử học, nhà báo, nhà tư vấn tự do, nhà thiết kế đồ họa và nhà sản xuất truyền hình và nhà biên kịch. Cô cũng phục vụ như là quan hệ công chúng và quảng bá sự kiện.
Vizcaíno đã thành lập các nhóm văn hóa khác nhau để cố gắng bảo tồn truyền thống Cuba và đã giành được một số cuộc thi văn học. Truyền thống này đã được công nhận và trao tặng bởi bất kỳ tổ chức có uy tín. María Argelia Vizcaíno đã tập trung đặc biệt trong các ấn phẩm Tây Ban Nha.

## Tiểu sử
María Argelia Vizcaíno sinh năm 1955 tại Guanabacoa, Havana, Cuba. Bà đã phải sống lưu vong ở Hoa Kỳ vào năm 1980 khi chạy trốn khỏi chế độ Fidel, nhưng không bao giờ quên đất nước mình sinh ra, vì vậy hầu hết các tác phẩm của ông đều dành cho Cuba. Từ tháng 1 năm 1992, Vizcaíno đã viết Estampas de Cuba (Tem Cuba) ở West West Palm Beach, được xuất bản trên nhiều tờ báo và tạp chí ở nhiều thành phố của Mỹ, như "La Voz Libre" ở Los Angeles (California), "Libre, Miami "(Miễn phí, Miami) hoặc" Estado Jardín "(Bang Garden) ở Union City, New Jersey. Cũng giống như ở nước ngoài thông qua thế giới mạng như trường hợp Peru, Ecuador, México, Hà Lan, Ý (dịch sang tiếng Ý) hoặc Brazil dịch sang tiếng Bồ Đào Nha).
Năm 2001, María Argelia Vizcaíno chỉ đạo chương trình "La Hora Cubana", với sự hợp tác của ông Jose Luis Pérez truyền tải mỗi tuần cho đài phát thanh 1190 AM, Palm Beach County. Từ năm 2008, cô xuất bản một blog trực tuyến hàng tuần, "Faranduleando con María Argelia".
Năm đó, María Argelia Vizcaíno và Yamilé Arencactus là những người sáng tạo, nhà văn và nhà sản xuất của chương trình truyền hình "Cuba: Không thể tách rời" (Cuba: Không thể nào quên) trong Mi Pueblo, kênh truyền hình; Đồng thời làm việc trong khoảng thời gian từ tháng 6 năm 2008 đến tháng 1 năm 2009 trên "Pellízcame que estoy Soñando", phát trên Kênh 41, America teve, với tư cách là người phỏng vấn trước.